# 치타공구

치타공구의 위치

치타공구(벵골어: চট্টগ্রাম জেলা) 또는 차토그람구는 방글라데시 남동부에 위치한 구로 행정 구역상으로는 치타공주에 속한다. 구청 소재지는 방글라데시에서 2번째로 큰 도시이자 치타공주의 주도이기도 한 치타공(차토그람)이며 면적은 5,282.92km2, 인구는 7,616,352명(2011년 기준)이다.
26개 시를 관할하는데 이 가운데 15개가 치타공 도시권을 형성한다. 전체 주민 가운데 86.9%는 무슬림(이슬람교도)이고 11.31%는 힌두교도, 1.59%는 불교도, 0.1%는 기독교도이다. 13,148개의 모스크, 1,025개의 힌두교 사원, 535개의 불교 사원, 192개의 교회가 위치한다.

## 인구
| 연도     | 인구      | ±% p.a. |
| -------- | --------- | ------- |
| 1974     | 3,506,150 | —       |
| 1981     | 4,465,158 | +3.51%  |
| 1991     | 5,296,127 | +1.72%  |
| 2001     | 6,612,140 | +2.24%  |
| 2011     | 7,616,352 | +1.42%  |
| 2022     | 9,169,464 | +1.70%  |
| Sources: |           |         |

## 같이 보기
- 치타공
- 방글라데시의 주